# واراز-شاپوه پالونی
واراز-شاه‌پو (به ارمنی: Վարազ-Շապուհ) یک ناخارار ارمنی از خاندان پالونی بود. او در شورش وارتان مامیکونیان علیه یزدگرد دوم از نزدیکان واساک سیونی بود که از ایرانیان طرفداری می‌کرد.